# Municipi Regional de Durham
El Municipi Regional de Durham, informalment anomenat Regió de Durham , és un municipi regional situat en el sud d'Ontario, a l'est de Toronto. Té una àrea d'aproximadament 2500 quilòmetres quadrats. Les ciutats de Pickering i Ajax, i el poble d'Uxbridge, constitueixen una part del cens de l'àrea metropolitana de Toronto, amb les comunitats d'Oshawa, Whitby, i Clarington conformant tota l'àrea metropolitana d'Oshawa. La seu del govern regional es basa a la ciutat de Whitby.

## Subdivisions
La regió de Durham consisteix dels municipis següents:
- Ciutat d'Ajax
- Brock
- Municipi de Clarington
- Ciutat d'Oshawa
- Ciutat de Pickering
- Scugog
- Uxbridge
- Ciutat de Whitby

## Economia
L'atur juvenil és un assumpte important  d'aquesta regió: fins al 23% dels joves no treballen, suposant un increment del 17% respecte a la mitjana provincial.
Els empresaris més importants inclouen General Motor, Ontario Power Generation, Lakeridge Health, Durham District School Board, UOIT i moltes altres empreses petites que subministren la indústria automobilista.